# Synagoga w Brzesku (ul. Asnyka)
Synagoga w Brzesku – nieistniejąca synagoga, która znajdowała się w Brzesku na rogu dzisiejszych ulic Asnyka i Wyszyńskiego.
Synagoga została zbudowana w okresie międzywojennym z inicjatywy Żydów postępowych. Na jej budowę Żydzi pożyczyli od miejscowego proboszcza, ks. Jakuba Stosura około 60 tysięcy złotych. 
Podczas II wojny światowej hitlerowcy zdewastowali synagogę. W 1945 roku budynek został rozebrany.